# 神奈川県道72号松田国府津線
神奈川県道72号松田国府津線（かながわけんどう72ごう まつだこうづせん）は、神奈川県小田原市と神奈川県足柄上郡松田町を結ぶ片側1車線（小田原市内一部は片側2車線）の県道。一部区間を国道255号と重複する。

## 概要
- 延長：12.0km
- 起点：足柄上郡松田町松田庶子 庶子交差点
- 終点：小田原市国府津 親木橋交差点
- Google マップ

### 重複区間
- 河南沢交差点 - 松田駅前（神奈川県道712号松田停車場線）
- 根岸交差点 - 信号無交差点（大井町金子）（国道255号）

### 通過する自治体
- 神奈川県
  - 足柄上郡松田町
  - 足柄上郡大井町
  - 小田原市

### 交通量
道路交通センサスより
| 計測箇所       | 2010年 | 2015年 |
| -------------- | ------ | ------ |
| 松田町松田惣領 | 13,258 | 11,877 |
| 大井町上大井   | 11,872 | 10,165 |
| 小田原市国府津 | 8,770  | 5,532  |

- 松田町内では、松田駅、または新松田駅に向かう車が多いため、渋滞しやすい。

### 交差・接続する道路
- 足柄上郡松田町
  - 国道246号（庶子交差点）
  - 神奈川県道712号松田停車場線（河南沢交差点 - 松田駅前）
  - 神奈川県道711号小田原松田線（新松田駅入口交差点）
  - 国道246号（籠場交差点）
  - 神奈川県道77号平塚松田線（信号交差点（神山））
- 足柄上郡大井町
  - 国道255号（根岸交差点 - 信号無交差点（金子））
- 小田原市
  - 神奈川県道714号栢山停車場曽我線（大沢公民館前交差点）
  - 神奈川県道716号成田下曽我停車場線（下曽我駐在所前交差点）
  - 旧県道72号別線（田島石橋交差点）
  - 神奈川県道717号沼田国府津線（第一森戸橋西側交差点）
  - 旧県道72号別線（国府津小学校入口交差点）
  - 国道1号・西湘バイパス国府津IC（親木橋交差点）

## 以前指定されていた区間
以下に示す区間はかつて別線として指定されていた区間である。県道717号のバイパス開通に伴いこちらも指定が解除された。また、この区間は次第に狭隘になり、番号案内も途絶えるため、地図なしで、ルートをたどるのは、ほぼ不可能であった。
- Google マップ

### 交差・接続する道路
- 小田原市
  - 県道72号（田島石橋交差点）
  - 神奈川県道717号沼田国府津線（第二森戸橋交差点）
  - 旧県道717号別線（信号無交差点（国府津・田島））
  - 県道72号（国府津小学校入口交差点）